# Preston (Kent)
Preston is een civil parish in het bestuurlijke gebied Dover, in het Engelse graafschap Kent met 674 inwoners.